# Halálozások 2009-ben
Ez a szócikk a 2009-es évben elhunyt nevezetes személyeket sorolja fel.

## December
| Dátum        | Név                           | Foglalkozás / tisztség                                                 | Kor | Forrás          |
| ------------ | ----------------------------- | ---------------------------------------------------------------------- | --- | --------------- |
| december 31. | Erica Boyer                   | AVN-díjas amerikai pornószínésznő                                      | 053 |                 |
| december 31. | Rashidi Kawawa                | tanzániai politikus, miniszterelnök (1972–1977)                        | 083 |                 |
| december 30. | Deák László                   | József Attila-díjas költő, az Orpheusz Kiadó igazgatója                | 063 |                 |
| december 30. | Iván Zulueta                  | spanyol filmrendező                                                    | 066 |                 |
| december 30. | Abdurrahman Wahid             | indonéz politikus, elnök (1999–2001)                                   | 069 |                 |
| december 29. | Lehotka Gábor                 | orgonaművész                                                           | 071 | [ halott link ] |
| december 28. | Mura Péter                    | karmester                                                              | 085 |                 |
| december 28. | The Rev                       | amerikai dobos (Avenged Sevenfold)                                     | 028 |                 |
| december 28. | Horváth Zoltán                | válogatott kosárlabdázó                                                | 030 |                 |
| december 27. | Somos Miklós                  | Munkácsy Mihály-díjas festő                                            | 076 | [ halott link ] |
| december 27. | Iszaak Svarc                  | orosz zeneszerző                                                       | 086 |                 |
| december 27. | Vekerdi László                | Széchenyi-díjas irodalom- és tudománytörténész                         | 085 |                 |
| december 26. | Dennis Brutus                 | dél-afrikai író                                                        | 085 |                 |
| december 26. | Jacques Sylla                 | madagaszkári politikus, miniszterelnök (2002–2007)                     | 063 |                 |
| december 26. | Yves Rocher                   | francia üzletember                                                     | 079 |                 |
| december 25. | Knut Magne Haugland           | a Kon-Tiki legénységének utolsó tagja                                  | 092 |                 |
| december 24. | Giulio Bosetti                | olasz színész, színházi rendező                                        | 078 |                 |
| december 24. | Rafael Caldera                | venezuelai politikus, elnök (1969–74, 1994–99)                         | 093 |                 |
| december 22. | Ágota Gábor                   | politikus, országgyűlési képviselő                                     | 050 |                 |
| december 22. | Milena Dvorská                | cseh színésznő (Csipkerózsika)                                         | 071 |                 |
| december 21. | Edwin G. Krebs                | Nobel-díjas amerikai biokémikus                                        | 091 |                 |
| december 21. | Marianne Stone                | brit színésznő                                                         | 087 |                 |
| december 21. | Szécsényi Ferencné            | Balázs Béla-díjas vágó                                                 | 081 |                 |
| december 20. | Brittany Murphy               | amerikai színésznő                                                     | 032 |                 |
| december 20. | Arnold Stang                  | amerikai karakterszínész (Herkules New Yorkban)                        | 091 |                 |
| december 19. | Kim Peek                      | amerikai savant(?), az Esőember című film ihletője                     | 058 |                 |
| december 18. | Tavo Burat                    | olasz újságíró, író                                                    | 077 |                 |
| december 18. | Connie Hines                  | amerikai színésznő                                                     | 078 |                 |
| december 18. | Jacqueline Laurent            | francia színésznő (Mire megvirrad)                                     | 091 |                 |
| december 17. | Amín al-Hafiz                 | szír tábornok, az ország elnöke (1963–1966)                            | 088 |                 |
| december 17. | Dan O'Bannon                  | amerikai színész, rendező, forgatókönyvíró (A nyolcadik utas: a Halál) | 063 |                 |
| december 17. | Jennifer Jones                | Oscar-díjas amerikai színésznő                                         | 090 |                 |
| december 17. | Albert Ràfols-Casamada        | katalán költő, festő                                                   | 086 |                 |
| december 16. | Roy Edward Disney             | amerikai cégvezető, Walt Disney unokaöccse                             | 079 |                 |
| december 16. | Pongrátz Ödön                 | 1956-os szabadságharcos, Pongrátz Gergely testvére                     | 087 |                 |
| december 16. | Jegor Gajdar                  | orosz politikus, miniszterelnök                                        | 053 |                 |
| december 13. | Paul Samuelson                | Nobel-díjas amerikai közgazdász                                        | 094 |                 |
| december 12. | Val Avery                     | amerikai színész (Leszámolás a Puskák-hegyén; Örökkön örökség)         | 085 |                 |
| december 10. | Gergely Jenő                  | történész, egyetemi tanár                                              | 065 |                 |
| december 10. | Kóczián József                | háromszoros világbajnok asztaliteniszező                               | 083 |                 |
| december 9.  | Gene Barry                    | amerikai színész (1953-as és a 2005-ös Világok harca)                  | 090 |                 |
| december 9.  | Rodrigo Carazo Odio           | Costa Rica-i politikus, elnök (1978–1982)                              | 082 |                 |
| december 9.  | Kjell Eugenio Laugerud García | guatemalai politikus, elnök (1974ş)                                    | 079 |                 |
| december 9.  | Zachar József                 | történész, egyetemi tanár                                              | 066 |                 |
| december 5.  | Alfred Hrdlicka               | osztrák szobrászművész                                                 | 081 |                 |
| december 5.  | Otto Graf Lambsdorff          | német politikus, gazdasági miniszter, az FDP elnöke                    | 082 |                 |
| december 5.  | Markovits Kálmán              | kétszeres olimpiai bajnok vízilabdázó                                  | 078 |                 |
| december 5.  | Garfield Morgan               | brit színész                                                           | 078 |                 |
| december 5.  | Orosz János                   | zongorista                                                             | 083 |                 |
| december 5.  | Paseczki Zsolt                | díszlettervező                                                         | 043 |                 |
| december 4.  | Vjacseszlav Tyihonov          | orosz színész, Stirlitz megformálója                                   | 081 |                 |
| december 3.  | Iglódi István                 | Kossuth-díjas színész, rendező, színigazgató                           | 065 |                 |
| december 3.  | Richard Todd                  | angol katonatiszt, színész                                             | 090 |                 |
| december 2.  | Beke Kata                     | tanár, író, publicista, politikus                                      | 072 |                 |
| december 2.  | Eric Woolfson                 | skót zeneszerző, dalszerző, zenész (The Alan Parsons Project)          | 64  |                 |
| december 1.  | Christoph Budde               | német labdarúgó                                                        | 046 |                 |
| december 1.  | Gink Judit                    | textilművész                                                           | 056 |                 |
| december 1.  | Szörényi Éva                  | Kossuth-díjas színész                                                  | 092 |                 |

## November
| Dátum        | Név                         | Foglalkozás / tisztség                                                                   | Kor | Forrás |
| ------------ | --------------------------- | ---------------------------------------------------------------------------------------- | --- | ------ |
| november 30. | Paul Naschy                 | spanyol színész, forgatókönyvíró, filmrendező                                            | 075 |        |
| november 28. | Tony Kendall                | olasz színész                                                                            | 073 |        |
| november 28. | Sárkány István              | tornász, mesteredző                                                                      | 096 |        |
| november 27. | Jacques Baratier            | francia forgatókönyvíró, filmrendező                                                     | 091 |        |
| november 27. | Csépe Béla                  | közgazdász, politikus, országgyűlési képviselő                                           | 078 |        |
| november 27. | Melis György                | Kossuth-díjas operaénekes (bariton)                                                      | 086 |        |
| november 27. | Ernesto Treccani            | olasz festő                                                                              | 089 |        |
| november 27. | Vajda Cecília               | karnagy, a Brit Kodály Társaság alapítója                                                | 086 |        |
| november 26. | Dékány Miklós               | gyógyszerészhallgató, a pécsi egyetemi ámokfutás áldozata                                | 019 |        |
| november 26. | Lis Løwert                  | dán színésznő                                                                            | 089 |        |
| november 26. | Stahl Jencsik Katalin       | világbajnok és olimpiai bronzérmes romániai magyar tőrvívó                               | 063 |        |
| november 25. | Albert Tamás                | operaénekes (tenor)                                                                      | 051 |        |
| november 24. | Szamak Szundaravedzs        | Thaiföld miniszterelnöke 2008-ban                                                        | 074 |        |
| november 22. | Francisco Rodriguez         | mexikói születésű amerikai professzionális ökölvívó                                      | 025 |        |
| november 20. | Lino Lacedelli              | olasz hegymászó                                                                          | 083 |        |
| november 20. | Zsoldos Imre                | verbita misszionárius atya, a Magyar Köztársasági Érdemrend nagykeresztjének tulajdonosa | 079 |        |
| november 17. | Josine van Dalsum           | holland színésznő                                                                        | 061 |        |
| november 17. | Iványi Tibor                | metodista egyházi vezető                                                                 | 081 |        |
| november 16. | Pablo Amaringo              | perui festő                                                                              | 071 | —      |
| november 16. | Antonio de Nigris           | válogatott mexikói labdarúgó                                                             | 031 |        |
| november 15. | Jocelyn Quivrin             | francia színész                                                                          | 030 |        |
| november 15. | Pavle szerb pátriárka       | szerb ortodox egyházi vezető                                                             | 095 |        |
| november 14. | Margot Becke-Goehring       | német kémikus                                                                            | 095 |        |
| november 13. | Dell Hymes                  | amerikai nyelvész, antropológus                                                          | 082 |        |
| november 11. | Tüskés Tibor                | író, szerkesztő, irodalomtörténész                                                       | 079 |        |
| november 11. | Kokas Ignác                 | Kossuth-díjas festőművész                                                                | 083 |        |
| november 10. | Robert Enke                 | válogatott német labdarúgó                                                               | 032 |        |
| november 10. | Morisige Hiszaja            | japán színész, humorista                                                                 | 096 |        |
| november 8.  | Vitalij Lazarevics Ginzburg | Nobel-díjas orosz fizikus                                                                | 093 |        |
| november 8.  | Takács Lajos                | labdarúgó, edző                                                                          | 038 |        |
| november 8.  | Engelsz József              | Munkácsy-díjas ötvösművész                                                               | 081 |        |
| november 7.  | Anselmo Duarte              | brazil filmrendező, színész, forgatókönyvíró                                             | 089 |        |
| november 7.  | Éri István                  | régész                                                                                   | 080 |        |
| november 7.  | Hőgye Zsuzsanna             | Jászai Mari-díjas (1994) színésznő                                                       | 068 |        |
| november 6.  | Belovai István              | alezredes, kém                                                                           | 071 |        |
| november 6.  | Meszléry Celesztin          | gépészmérnök, kandidátus, egyetemi oktató                                                | 070 |        |
| november 6.  | Manuel Solís Palma          | panamai politikus, elnök (ügyvivő, 1988–1989)                                            | 091 |        |
| november 3.  | Lossonczy Tamás             | Kossuth-díjas festő, grafikus                                                            | 105 |        |
| november 3.  | Francisco Ayala             | spanyol író, szociológus                                                                 | 103 |        |
| november 2.  | Bálind József               | labdarúgóedző, a Dombóvár KC vezetőedzője                                                | 059 |        |
| november 2.  | José Luis López Vázquez     | spanyol színész                                                                          | 087 |        |
| november 2.  | Beverley O’Sullivan         | ír énekesnő                                                                              | 028 |        |
| november 1.  | Alda Merini                 | olasz költő, író                                                                         | 078 |        |

## Október
| Dátum       | Név                 | Foglalkozás / tisztség                                                       | Kor | Forrás          |
| ----------- | ------------------- | ---------------------------------------------------------------------------- | --- | --------------- |
| október 31. | Dénes Géza          | biokémikus, a Magyar Tudományos Akadémia rendes tagja                        | 084 |                 |
| október 30. | Claude Lévi-Strauss | francia antropológus, szociológus, etnológus                                 | 100 |                 |
| október 29. | Ricard Terré        | katalán fotográfus                                                           | 081 |                 |
| október 29. | Varga István        | labdarúgó (Bp. Honvéd, Vasas Izzó)                                           | 060 |                 |
| október 28. | Harmath Zoltán      | magyar bajnok evezős, sebészorvos                                            | 082 |                 |
| október 28. | Kossányi Miklós     | amerikai magyar rádiós-tévés személyiség                                     | 071 |                 |
| október 28. | Szőke László        | újságíró                                                                     | 056 |                 |
| október 27. | Györe Imre          | költő, drámaíró, publicista                                                  | 074 |                 |
| október 26. | Jánky Béla          | költő, műfordító, ifjúsági szerző, közíró, szerkesztő                        | 078 | [ halott link ] |
| október 26. | Siposhegyi Péter    | író, drámaíró, publicista                                                    | 052 |                 |
| október 25. | Camillo Cibin       | a Vatikánvárosi Csendőrség parancsnoka                                       | 083 |                 |
| október 23. | Pierre Chaunu       | francia történész                                                            | 086 |                 |
| október 23. | Fekete János        | bankár, a Magyar Nemzeti Bank egykori elnökhelyettese                        | 091 |                 |
| október 23. | Lou Jacobi          | amerikai karakterszínész (Irma, te édes), (Amit tudni akarsz a szexről…)     | 095 |                 |
| október 20. | Dargay Attila       | rajzfilmrendező                                                              | 082 |                 |
| október 20. | Harada Jaszuko      | japán író                                                                    | 081 |                 |
| október 20. | Subosits István     | beszédpedagógus, főiskolai tanár                                             | 079 |                 |
| október 19. | Greminger János     | Európa-bajnok (1955) kosárlabdázó                                            | 080 |                 |
| október 19. | Joseph Wiseman      | kanadai színész (Dr. No)                                                     | 091 |                 |
| október 18. | Lars Schmidt        | svéd színházi rendező, Ingrid Bergman harmadik férje                         | 092 |                 |
| október 17. | Rosanna Schiaffino  | olasz színésznő                                                              | 069 |                 |
| október 14. | Martyn Sanderson    | új-zélandi színész, író, filmrendező, producer                               | 071 |                 |
| október 13. | Lü Cseng-cao        | a Kínai Népi Felszabadítási Hadsereg legmagasabb rangú tábornoka             | 104 |                 |
| október 12. | Mildred Cohn        | amerikai biokémikus                                                          | 096 |                 |
| október 12. | Frank Vandenbroucke | belga kerékpárversenyző                                                      | 034 |                 |
| október 10. | Luis Aguilé         | argentin, énekes, zenész                                                     | 073 |                 |
| október 10. | Stephen Gately      | ír énekes (Boyzone)                                                          | 033 |                 |
| október 10. | Sean Lawlor         | ír színész (Nemo kapitány)                                                   | 055 |                 |
| október 9.  | Reimholz Péter      | Kossuth-díjas építész, egyetemi tanár                                        | 067 |                 |
| október 9.  | Horst Szymaniak     | nyugatnémet válogatott német labdarúgó                                       | 075 |                 |
| október 7.  | Irving Penn         | amerikai fotográfus                                                          | 092 |                 |
| október 7.  | Helen Watts         | walesi operaénekesnő                                                         | 081 |                 |
| október 6.  | Árok Antal          | tanár, szakszervezeti vezető                                                 | 066 |                 |
| október 5.  | Iszrail Gelfand     | orosz matematikus, biológus                                                  | 096 |                 |
| október 4.  | Veikko Huovinen     | finn író és erdész                                                           | 082 |                 |
| október 4.  | Kolczonay Ernő      | világbajnok (1978) és olimpiai (1980 és 1992) ezüstérmes párbajtőrvívó, edző | 056 |                 |
| október 4.  | Mercedes Sosa       | argentin folkénekesnő                                                        | 074 |                 |
| október 3.  | Fernando Caldeiro   | argentin származású amerikai űrhajós                                         | 051 |                 |
| október 3.  | Fatima              | Líbia királynéja                                                             | 098 |                 |
| október 3.  | Nakagava Sóicsi     | japán politikus, miniszter                                                   | 056 |                 |
| október 2.  | Marek Edelman       | a varsói gettófelkelés utolsó parancsnoka                                    | 090 |                 |
| október 2.  | Mr. Magic           | amerikai hip-hop lemezlovas, rádiós műsorvezető                              | 053 |                 |
| október 2.  | Paizs László        | Kossuth-díjas festő, szobrász                                                | 073 |                 |
| október 2.  | Rolf Rüssmann       | nyugatnémet válogatott német labdarúgó                                       | 058 |                 |
| október 2.  | Vitéz György        | költő, író                                                                   | 076 |                 |
| október 1.  | Bernáth Gábor       | Széchenyi-díjas kémikus, egyetemi tanár                                      | 076 |                 |

## Szeptember
| Dátum          | Név                            | Foglalkozás / tisztség                                                               | Kor | Forrás |
| -------------- | ------------------------------ | ------------------------------------------------------------------------------------ | --- | ------ |
| szeptember 30. | Santiago Castroviejo           | spanyol-galiciai botanikus                                                           | 063 |        |
| szeptember 30. | Pavel Romanovics Popovics      | ukrán űrhajós                                                                        | 079 |        |
| szeptember 29. | Micheline Beauchemin           | kanadai textilművész                                                                 | 079 |        |
| szeptember 28. | Guillermo Endara               | Panama elnöke 1989-1994 között                                                       | 073 |        |
| szeptember 27. | Ivan Dihovicsnij               | szovjet-orosz színész, forgatókönyvíró, filmrendező, producer                        | 061 |        |
| szeptember 27. | Alice T. Schafer               | amerikai matematikus                                                                 | 094 |        |
| szeptember 26. | Forintos József                | labdarúgó (Bp. Volán)                                                                | 055 |        |
| szeptember 25. | Almásy Angéla                  | textiltervező iparművész                                                             | 069 |        |
| szeptember 25. | Bujtor István                  | színész, szinkronszínész, színigazgató, rendező, producer, forgatókönyvíró           | 067 |        |
| szeptember 25. | Alicia de Larrocha             | Asztúria hercegnője díjas spanyol zongoraművész                                      | 086 |        |
| szeptember 25. | Francis Noel-Baker             | angol politikus, Philip Noel-Baker fia                                               | 089 |        |
| szeptember 24. | Nelly Arcan (Isabelle Fortier) | kanadai író                                                                          | 036 |        |
| szeptember 24. | Susan Atkins                   | amerikai gyilkos, a "Manson-család" tagja                                            | 061 |        |
| szeptember 23. | V. Ertugrul Oszmán             | török előkelőség, az Oszmán dinasztia feje                                           | 097 |        |
| szeptember 22. | Hugo Herrestrup                | dán színész                                                                          | 076 |        |
| szeptember 22. | Jurcsik Károly                 | Kossuth-díjas építész                                                                | 081 |        |
| szeptember 20. | John Hart                      | amerikai színész                                                                     | 091 |        |
| szeptember 19. | Willy Breinholst               | dán író                                                                              | 091 |        |
| szeptember 19. | Víctor Israel                  | katalán nemzetiségű spanyol filmszínész                                              | 080 |        |
| szeptember 19. | Eduard Zimmermann              | német újságíró, televíziós szerkesztő, műsorvezető                                   | 080 |        |
| szeptember 17. | Schlegel Oszkár                | sportpedagógus                                                                       | 071 |        |
| szeptember 16. | Luciano Emmer                  | olasz filmrendező                                                                    | 091 |        |
| szeptember 16. | Filip Nikolic                  | szerb származású francia színész, énekes                                             | 035 |        |
| szeptember 16. | Mary Travers                   | amerikai énekes-dalszerző                                                            | 072 |        |
| szeptember 14. | Keith Floyd                    | brit mesterszakács                                                                   | 065 |        |
| szeptember 14. | Kis Szolnok István             | labdarúgó (MTK)                                                                      | 077 |        |
| szeptember 14. | Darren Sutherland              | olimpiai bronzérmes (2008) ír ökölvívó                                               | 027 |        |
| szeptember 14. | Patrick Swayze                 | amerikai színész                                                                     | 057 |        |
| szeptember 13. | Felix Bowness                  | angol színész (Hi-de-Hi!, Csengetett, Mylord?)                                       | 087 |        |
| szeptember 13. | Heiszler Vilmos                | történész, publicista                                                                | 062 |        |
| szeptember 13. | Arnold Laven                   | amerikai filmrendező, producer                                                       | 087 |        |
| szeptember 12. | Norman Borlaug                 | Nobel-békedíjas amerikai agrobotanikus, növénypatológus, az MTA tagja                | 095 |        |
| szeptember 12. | Jack Kramer                    | amerikai teniszező                                                                   | 088 |        |
| szeptember 12. | Pándi Marianne                 | zenetörténész, zenekritikus                                                          | 085 |        |
| szeptember 11. | Juan Almeida Bosque            | kubai politikus, a kubai forradalom történelmi vezetőinek egyetlen fekete bőrű tagja | 082 |        |
| szeptember 11. | Jim Carroll                    | amerikai költő, író, punkzenész                                                      | 060 |        |
| szeptember 11. | Uszui Josito                   | japán mangaművész                                                                    | 051 |        |
| szeptember 9.  | Patricia Bergquist             | új-zélandi zoológus                                                                  | 076 |        |
| szeptember 8.  | S. Benedek András              | költő, műfordító, irodalom- és művelődéstörténész                                    | 062 |        |
| szeptember 8.  | Aage Niels Bohr                | Nobel-díjas dán atomfizikus, Niels Bohr fia                                          | 087 |        |
| szeptember 8.  | Mike Bongiorno                 | olasz rádiós- és televíziós személyiség                                              | 085 |        |
| szeptember 8.  | Rica Erickson                  | ausztráliai író, történész, botanikus                                                | 101 |        |
| szeptember 6.  | Benedek Pál                    | vegyészmérnök, egyetemi tanár, az MTA rendes tagja                                   | 088 |        |
| szeptember 6.  | Gerhart Friedlander            | német származású amerikai fizikus, az MTA tiszteleti tagja                           | 093 |        |
| szeptember 6.  | Sim                            | francia színész és komikus                                                           | 083 |        |
| szeptember 4.  | Allan Ekelund                  | svéd filmproducer (Ingmar Bergman több filmjének producere)                          | 091 |        |
| szeptember 2.  | Kristóf Tibor                  | színművész                                                                           | 067 |        |
| szeptember 2.  | Román Kati                     | bábszínész                                                                           | 061 |        |
| szeptember 1.  | Csang Dzsinjong                | dél-koreai színésznő                                                                 | 037 |        |
| szeptember 1.  | Lövith Egon                    | erdélyi magyar szobrász                                                              | 086 |        |

## Augusztus
| Dátum         | Név                    | Foglalkozás / tisztség | Kor | Forrás          |
| ------------- | ---------------------- | --- | --- | --------------- |
| augusztus 31. | Amos Hawley            | amerikai szociológus, közgazdász                                                                                           | 098 |                 |
| augusztus 30. | Kishonti Ildikó        | színművész | 062 |                 |
| augusztus 30. | Szekeres Ferenc        | A Magyar Köztársasági Érdemrend lovagkeresztjével kitüntetett karnagy, a Budapesti Madrigálkórus alapítója, Vivaldi-kutató | 082 |                 |
| augusztus 29. | Frank Gardner          | ausztrál autóversenyző | 077 |                 |
| augusztus 29. | Matatek Judit          | a Vakvagányok című film főszereplője                                                                                       | 033 |                 |
| augusztus 29. | Mady Rahl              | német színésznő | 094 |                 |
| augusztus 28. | Adam Goldstein         | amerikai zenész, DJ AM néven ismert lemezlovas                                                                             | 036 |                 |
| augusztus 27. | Szergej Mihalkov       | orosz költő és író, a szovjet, majd az orosz himnusz szerzője                                                              | 096 | [ halott link ] |
| augusztus 26. | Nagy Ferenc            | kémikus, az MTA tagja | 081 |                 |
| augusztus 26. | Balogh György          | agrármérnök, politikus | 068 |                 |
| augusztus 25. | Edward Kennedy         | amerikai politikus, szenátor                                                                                               | 077 |                 |
| augusztus 25. | Lipp László            | közismert nevén László atya, római katolikus pap                                                                           | 061 |                 |
| augusztus 25. | Mandé Sidibé           | Mali miniszterelnöke 2000-2002 között                                                                                      | 069 |                 |
| augusztus 24. | Anton Sailer           | háromszoros osztrák olimpiai bajnok síelő, színész                                                                         | 073 |                 |
| augusztus 18. | Vanya Mária            | 0244-szeres magyar válogatott kézilabdázó                                                                                  | 059 |                 |
| augusztus 18. | Kim Dedzsung           | Nobel-békedíjas dél-korai politikus, államfő (1998–2003)                                                                   | 083 |                 |
| augusztus 18. | Rose Friedman          | orosz származású amerikai közgazdász, Milton Friedman özvegye                                                              | 098 |                 |
| augusztus 18. | Geertje Wielema        | olimpiai ezüstérmes (1952) holland úszónő                                                                                  | 075 |                 |
| augusztus 16. | Gönczi Ferenc          | sportlövő, edző, olimpikon                                                                                                 | 073 |                 |
| augusztus 15. | Virginia Davis         | amerikai gyerekszínész | 090 |                 |
| augusztus 15. | Heszler Péter          | fizikus | 050 | —               |
| augusztus 14. | Lavelle Felton         | amerikai kosárlabdázó | 029 |                 |
| augusztus 13. | Les Paul               | amerikai dzsesszgitáros, hangszerkészítő                                                                                   | 094 |                 |
| augusztus 12. | Ruth Ford              | amerikai színésznő | 098 |                 |
| augusztus 12. | Nagyiványi Zoltán      | politikus, diplomata, országgyűlési képviselő                                                                              | 065 |                 |
| augusztus 11. | Eunice Kennedy Shriver | amerikai politikus, polgárjogi aktivista, a Speciális Olimpia alapítója, John F. Kennedy húga                              | 088 |                 |
| augusztus 10. | Kálmán Erika           | Széchenyi-díjas vegyészmérnök                                                                                              | 066 |                 |
| augusztus 10. | Király Ede             | műkorcsolyázó | 083 |                 |
| augusztus 8.  | Daniel Jarque          | spanyol labdarúgó | 026 |                 |
| augusztus 8.  | Aram Tigran            | örmény énekes, aki elsősorban kurd és arab nyelven énekelt                                                                 | 075 |                 |
| augusztus 7.  | Cseh Tamás             | Kossuth-díjas énekes, zeneszerző                                                                                           | 066 |                 |
| augusztus 7.  | Carleen Hutchins       | amerikai hangszerkészítő, a vertikális brácsa feltalálója                                                                  | 098 |                 |
| augusztus 7.  | Eru Potaka-Dewes       | új-zélandi színész (Rapa Nui – A világ közepe), maori társadalmi aktivista                                                 | 070 |                 |
| augusztus 7.  | Mike Seeger            | amerikai folkzenész | 075 |                 |
| augusztus 6.  | Savka Dabčević-Kučar   | horvát politikus, a Horvát Néppárt alapítója, a Horvát Szocialista Köztársaság kormányfője (1967–1969)                     | 085 |                 |
| augusztus 6.  | Willy DeVille          | amerikai énekes, dalszerző                                                                                                 | 058 |                 |
| augusztus 6.  | Antonia Ferrín         | galiciai matematikus, csillagász                                                                                           | 095 |                 |
| augusztus 6.  | John Hughes            | amerikai filmrendező, forgatókönyvíró, producer                                                                            | 059 |                 |
| augusztus 6.  | Stefán Mihály          | kohómérnök, egyetemi tanár, az MTA levelező tagja                                                                          | 077 |                 |
| augusztus 5.  | Budd Schulberg         | Oscar-díjas amerikai forgatókönyvíró                                                                                       | 095 |                 |
| augusztus 4.  | Szamos Rudolf          | a Kántor-könyvek írója | 080 | [ halott link ] |
| augusztus 3.  | Kákosy Tibor           | orvos, egyetemi tanár | 073 |                 |
| augusztus 3.  | Óhara Reiko            | japán színésznő | 062 |                 |
| augusztus 2.  | Püski Sándor           | könyvkiadó | 098 |                 |
| augusztus 1.  | Corazón Aquino         | Fülöp-szigeteki politikus, államfő (1986–1992), Ázsia első női elnöke                                                      | 076 |                 |

## Július
| Dátum      | Név                              | Foglalkozás / tisztség                                                                           | Kor | Forrás          |
| ---------- | -------------------------------- | ------------------------------------------------------------------------------------------------ | --- | --------------- |
| július 31. | Mary Carrillo                    | spanyol színésznő                                                                                | 089 |                 |
| július 31. | Bobby Robson                     | angol labdarúgó, edző                                                                            | 076 |                 |
| július 31. | Jean-Paul Roussillon             | francia színész                                                                                  | 078 |                 |
| július 30. | Peter Zadek                      | német színházi rendező                                                                           | 083 |                 |
| július 30. | Bende Lívia                      | magyar régész                                                                                    | 040 |                 |
| július 29. | Gayatri Devi                     | Dzsaipur utolsó királynője                                                                       | 090 |                 |
| július 27. | Regöly-Mérei János               | orvos, sebész, gasztroenterológus, egyetemi tanár                                                | 060 |                 |
| július 27. | Aeronwy Thomas                   | brit író, műfordító, Dylan Thomas lánya                                                          | 066 |                 |
| július 26. | Merce Cunningham                 | amerikai táncos és koreográfus                                                                   | 090 |                 |
| július 25. | Vernon Forrest                   | világbajnoki ezüstérmes (1991) amerikai ökölvívó                                                 | 038 |                 |
| július 25. | Yasmin Ahmad                     | malajziai filmrendező, forgatókönyvíró                                                           | 051 |                 |
| július 24. | Zé Carlos                        | válogatott brazil labdarúgó                                                                      | 047 |                 |
| július 23. | Virginia Carroll                 | amerikai színésznő                                                                               | 095 |                 |
| július 22. | Borzási Imre                     | labdarúgó-játékvezető                                                                            | 085 |                 |
| július 21. | Fenyvessy Éva                    | színész (Hyppolit, a lakáj)                                                                      | 097 |                 |
| július 21. | Andrew Thomas                    | afroamerikai származású német zenész, énekes (Bad Boys Blue)                                     | 063 |                 |
| július 20. | Nagy Richárd                     | az MTV elnöke 1974-1983 között                                                                   | 081 |                 |
| július 19. | Fóth Ernő                        | festőművész                                                                                      | 074 |                 |
| július 19. | Frank McCourt                    | Pulitzer-díjas ír-amerikai író                                                                   | 078 |                 |
| július 19. | Henry Surtees                    | angol autóversenyző                                                                              | 018 |                 |
| július 18. | Boross Dezső                     | sportújságíró                                                                                    | 070 |                 |
| július 18. | Regős Pál                        | pantomimművész, koreográfus, rendező                                                             | 083 |                 |
| július 17. | Beck Tamás                       | labdarúgó, a Győri ETO játékosa                                                                  | 019 | [ halott link ] |
| július 17. | Mahmúd Szulajman al-Maghríbi     | líbiai politikus, miniszterelnök (1969–1970)                                                     | 073 | —               |
| július 17. | Walter Cronkite                  | amerikai újságíró és tv-bemondó                                                                  | 092 |                 |
| július 17. | Leszek Kołakowski                | lengyel filozófus, esszéista                                                                     | 081 |                 |
| július 16. | Bánfalvi Klára                   | világbajnok (1954) kajakozó                                                                      | 078 |                 |
| július 16. | Neugebauer Jenő                  | Széchenyi-díjas fizikus, vegyészmérnök                                                           | 089 |                 |
| július 15. | Natalja Huszainovna Esztyemirova | orosz emberi jogi aktivista                                                                      | 051 | —               |
| július 15. | Brian Goodwin                    | kanadai matematikus és biológus                                                                  | 078 |                 |
| július 15. | Orbán László                     | olimpiai ezüstérmes (1972) ökölvívó                                                              | 059 |                 |
| július 14. | Bojkó Miklós                     | ukrajnai magyar erdőmérnök, ökológus, az MTA külső tagja                                         | 081 |                 |
| július 13. | Amin al-Hafez                    | libanoni politikus, miniszterelnöke (1973)                                                       | 083 |                 |
| július 13. | Kovács János                     | válogatott kézilabdázó                                                                           | 072 |                 |
| július 12. | Simon Vinkenoog                  | holland költő, író                                                                               | 080 |                 |
| július 10. | Besze Tibor                      | történész, egyetemi és főiskolai oktató                                                          | 043 |                 |
| július 10. | John Caldwell                    | olimpiai bronzérmes (1956) ír ökölvívó                                                           | 071 |                 |
| július 10. | Cserny József                    | Kossuth-díjas ipari formatervező                                                                 | 069 |                 |
| július 9.  | Ozsvári Csaba                    | ötvösművész, a magyar egyházművészet kiemelkedő alakja                                           | 046 |                 |
| július 8.  | Illés Sándor                     | újságíró, író                                                                                    | 095 |                 |
| július 6.  | Vaszilij Pavlovics Akszjonov     | orosz író (Égési seb)                                                                            | 076 |                 |
| július 6.  | Robert McNamara                  | amerikai politikus, védelmi miniszter                                                            | 093 |                 |
| július 5.  | Brasnyó István                   | vajdasági magyar költő, műfordító                                                                | 065 |                 |
| július 5.  | Mihai Iacob                      | román filmrendező, forgatókönyvíró                                                               | 076 |                 |
| július 5.  | Marosi Sándor                    | Széchenyi-díjas földrajztudós, az MTA rendes tagja                                               | 080 |                 |
| július 4.  | Brenda Joyce                     | amerikai színésznő                                                                               | 092 |                 |
| július 4.  | Király Béla                      | vezérezredes, 1956-ban Budapest katonai parancsnoka, hadtörténész, politikus, az MTA külső tagja | 097 |                 |
| július 4.  | Allen Klein                      | magyar származású amerikai zenei menedzser                                                       | 077 |                 |
| július 4.  | Jean-Baptiste Tati Loutard       | kongói politikus (Kongói Köztársaság)                                                            | 070 |                 |
| július 3.  | Maria Assumpció Català i Poch    | katalán matematikus és csillagász                                                                | 083 |                 |
| július 1.  | Karl Malden                      | Oscar-díjas amerikai színész                                                                     | 097 |                 |
| július 1.  | Anna Karen Morrow                | amerikai modell, színésznő                                                                       | 094 |                 |
| július 1.  | Baltasar Porcel i Pujol          | katalán író, újságíró                                                                            | 072 |                 |
| július 1.  | Mollie Sugden                    | brit színésznő (Haszonlesők)                                                                     | 086 |                 |
| július 1.  | Jean Yoyotte                     | francia egyiptológus                                                                             | 081 |                 |

## Június
| Dátum      | Név                | Foglalkozás / tisztség                                                                        | Kor | Forrás |
| ---------- | ------------------ | --------------------------------------------------------------------------------------------- | --- | ------ |
| június 30. | Pina Bausch        | német táncművésznő és koreográfus                                                             | 068 |        |
| június 30. | Madas András       | Széchenyi-díjas erdőmérnök                                                                    | 091 |        |
| június 30. | Jan Molander       | svéd filmrendező és színész                                                                   | 089 |        |
| június 30. | Harve Presnell     | amerikai színész (Fargo, Ál/Arc)                                                              | 076 |        |
| június 29. | Buús György        | labdarúgó, kapus                                                                              | 062 |        |
| június 28. | Ju Hjonmok         | dél-koreai filmrendező                                                                        | 083 |        |
| június 28. | Billy Mays         | amerikai reklámügynök                                                                         | 050 |        |
| június 27. | Victoriano Crémer  | spanyol költő, író, újságíró                                                                  | 102 |        |
| június 27. | Gale Storm         | amerikai színésznő, énekesnő                                                                  | 087 |        |
| június 25. | Bánhegyi B. Miksa  | bencés szerzetes, gimnáziumi és főiskolai tanár, a pannonhalmi Főapátsági Könyvtár igazgatója | 080 |        |
| június 25. | Alicia Delgado     | perui népdalénekes                                                                            | 050 |        |
| június 25. | Farrah Fawcett     | amerikai színésznő                                                                            | 062 |        |
| június 25. | Michael Jackson    | amerikai énekes                                                                               | 050 |        |
| június 25. | Sky Saxon          | amerikai énekes (The Seeds)                                                                   | 063 |        |
| június 24. | Robèrt Lafont      | okcitán (provanszál) nyelvész                                                                 | 086 |        |
| június 23. | İsmet Güney        | ciprusi török karikaturista, festő, A Ciprusi Köztársaság modern zászlajának tervezője        | 085 |        |
| június 23. | Ed McMahon         | amerikai színész                                                                              | 086 |        |
| június 23. | Paneth Farkas      | romániai magyar zsidó asztaliteniszező és edző                                                | 092 |        |
| június 23. | Manuel Saval       | mexikói színész                                                                               | 053 |        |
| június 20. | Neda Agha-Soltan   | iráni egyetemista, vértanú                                                                    | 026 |        |
| június 19. | Alberto Andrade    | perui jogász, üzletember, politikus, Lima polgármestere                                       | 065 |        |
| június 19. | Giovanni Arrighi   | olasz közgazdász és szociológus                                                               | 071 | [ 3 ]  |
| június 17. | Ralf Dahrendorf    | német származású brit szociológus, politikus                                                  | 080 |        |
| június 17. | Goffredo Unger     | olasz színész, statiszta, rendező                                                             | 076 |        |
| június 16. | Charlie Mariano    | amerikai dzsessz-szaxofonos                                                                   | 085 |        |
| június 14. | Bob Bogle          | amerikai rockzenész, gitáros (The Ventures)                                                   | 075 |        |
| június 12. | Ekrem Kemál György | hungarista politikus                                                                          | 063 |        |
| június 12. | Félix Malloum      | csádi politikus, elnök (1976–1979)                                                            | 076 |        |
| június 10. | Pongrátz Kristóf   | 1956-os szabadságharcos, Pongrátz Gergely testvére                                            | 082 |        |
| június 8.  | Omar Bongo         | gaboni politikus, elnök (1967–2009)                                                           | 073 |        |
| június 7.  | Benke Valéria      | kommunista politikus, miniszter                                                               | 088 |        |
| június 7.  | Somló Ferenc       | színész, a Miskolci Nemzeti Színház örökös tagja                                              | 090 |        |
| június 7.  | Hugh Hopper        | brit rockzenész                                                                               | 064 |        |
| június 6.  | Jean Dausset       | Nobel-díjas francia orvos                                                                     | 092 |        |
| június 4.  | Dorothy Layton     | amerikai színésznő                                                                            | 096 |        |
| június 3.  | David Carradine    | amerikai színész                                                                              | 072 |        |
| június 3.  | Moravcsik M. Gyula | amerikai magyar filozófus, az MTA tagja                                                       | 078 |        |
| június 3.  | Koko Taylor        | amerikai blues-énekesnő                                                                       | 080 |        |

## Május
| Dátum     | Név                          | Foglalkozás / tisztség                                                                           | Kor | Forrás |
| --------- | ---------------------------- | ------------------------------------------------------------------------------------------------ | --- | ------ |
| május 31. | Millvina Dean                | a Titanic utolsó túlélője                                                                        | 097 |        |
| május 31. | Danny La Rue                 | brit színész, humorista                                                                          | 081 |        |
| május 31. | Colleen Madamombe            | zimbabwei szobrász                                                                               | 035 | —      |
| május 30. | Luís Cabral                  | Bissau-Guinea elnöke (1973–1980)                                                                 | 078 |        |
| május 30. | Efráim Kacir                 | izraeli biofizikus és politikus, Izrael elnöke (1973–1978)                                       | 093 |        |
| május 30. | Dzsaafar Muhammad an-Numajri | szudáni politikus, Szudán elnöke (1969–1985)                                                     | 079 |        |
| május 29. | Karine Ruby                  | olimpiai bajnok (1998) francia hódeszkás                                                         | 031 |        |
| május 27. | Clive Granger                | Nobel-díjas brit közgazdász                                                                      | 075 |        |
| május 26. | Jankura Péter                | Balázs Béla-díjas operatőr                                                                       | 063 |        |
| május 26. | Kurimoto Kaoru               | japán sci-fi-író                                                                                 | 056 |        |
| május 26. | Marek Walczewski             | lengyel színész (A bűn története)                                                                | 072 |        |
| május 23. | Vedres Mátyás                | válogatott jégkorongozó                                                                          | 066 |        |
| május 23. | No Muhjon                    | dél-koreai politikus, 2003–2008 között államfő                                                   | 062 |        |
| május 20. | Lucy Gordon                  | angol színésznő (Pókember 3.)                                                                    | 028 |        |
| május 20. | Oleg Ivanovics Jankovszkij   | orosz színész (Visszajelzés)                                                                     | 065 |        |
| május 19. | Robert F. Furchgott          | Nobel-díjas amerikai orvos                                                                       | 093 |        |
| május 19. | Szabóky Zsolt                | Balázs Béla-díjas fotóművész                                                                     | 068 |        |
| május 18. | Velupillai Prabhakaran       | tamil szeparatista harcos, a Tamil Ílam Felszabadító Tigrisei vezetője                           | 054 |        |
| május 18. | Schillerwein István          | magyar bajnok kerékpárversenyző, edző                                                            | 075 |        |
| május 17. | Mario Benedetti              | uruguayi író, költő                                                                              | 088 |        |
| május 17. | Petar Szlabakov              | bolgár színész                                                                                   | 086 |        |
| május 16. | Katona Sándor                | olimpiai bajnok labdarúgó, a Honvéd és az FTC játékosa                                           | 066 |        |
| május 16. | Nógrádi Ferenc               | olimpiai bajnok labdarúgó                                                                        | 068 |        |
| május 15. | Susanna Agnelli              | olasz politikus                                                                                  | 087 |        |
| május 15. | Hubert van Es                | holland fényképész, „a vietnámi háború krónikása”                                                | 067 |        |
| május 15. | Bud Tingwell                 | ausztrál színész                                                                                 | 086 |        |
| május 15. | Wayman Tisdale               | olimpiai bajnok amerikai kosárlabdázó, NBA játékos, dzsessz-zenész                               | 044 |        |
| május 13. | Monica Bleibtreu             | osztrák színésznő, forgatókönyvíró                                                               | 065 |        |
| május 13. | Rafael Escalona              | kolumbiai zeneszerző, leginkább vallenatóra írt műveiről ismert                                  | 081 |        |
| május 12. | Roger Planchon               | francia rendező                                                                                  | 077 |        |
| május 12. | Antonio Vega                 | spanyol pop-énekes, dalszerző                                                                    | 051 |        |
| május 11. | Abel Goumba                  | közép-afrikai politikus, egykori miniszterelnök és alelnök                                       | 083 |        |
| május 11. | Schéner Mihály               | Kossuth-díjas festő, grafikus, szobrász                                                          | 086 |        |
| május 9.  | Chuck Daly                   | amerikai kosárlabdázó, edző, a Dream Team edzője                                                 | 078 |        |
| május 8.  | Bárdi Sándor                 | operaénekes                                                                                      | 065 |        |
| május 8.  | Kóté László                  | hegedűművész                                                                                     | 068 |        |
| május 8.  | Dom DiMaggio                 | amerikai baseball játékos                                                                        | 092 |        |
| május 7.  | Kocsis Elemér                | református püspök                                                                                | 082 |        |
| május 7.  | Tony Marsh                   | brit autóversenyző                                                                               | 077 |        |
| május 7.  | Nagy András                  | profi ökölvívó                                                                                   | 023 |        |
| május 4.  | Dom DeLuise                  | amerikai színész                                                                                 | 075 |        |
| május 4.  | Fritz Muliar                 | osztrák színész (Rex felügyelő)                                                                  | 089 |        |
| május 4.  | Jane Randolph                | amerikai színésznő                                                                               | 093 |        |
| május 2.  | Augusto Boal                 | brazil drámaíró, színházigazgató                                                                 | 078 |        |
| május 2.  | Marilyn French               | amerikai író, feminista társadalmi aktivista                                                     | 079 |        |
| május 2.  | Janus Kamban                 | feröeri szobrász                                                                                 | 085 |        |
| május 2.  | Jack Kemp                    | amerikai amerikaifutball-játékos (Buffalo Bills), politikus, 1996-ban republikánus alelnökjelölt | 073 |        |
| május 2.  | Lakat Jenő                   | labdarúgó (Dorogi Bányász)                                                                       | 073 |        |
| május 2.  | Nagao Jaszusi                | Pulitzer-díjas japán fotóriporter                                                                | 078 |        |
| május 2.  | Léopold Reichling            | luxemburgi botanikus és entomológus                                                              | 088 |        |
| május 2.  | Tauno Söder                  | finn színész                                                                                     | 082 |        |
| május 1.  | Mizsei Béla                  | politikus, országgyűlési képviselő (FKGP)                                                        | 087 |        |

## Április
| Dátum       | Név                                | Foglalkozás / tisztség                                                          | Kor | Forrás |
| ----------- | ---------------------------------- | ------------------------------------------------------------------------------- | --- | ------ |
| április 30. | Amparito Arozamena                 | mexikói színésznő                                                               | 092 |        |
| április 28. | Jekatyerina Szergejevna Makszimova | szovjet-orosz balett-táncosnő                                                   | 070 |        |
| április 28. | Idea Vilariño                      | uruguayi költő, esszéíró, irodalomkritikus                                      | 088 |        |
| április 27. | Frankie Manning                    | amerikai táncos, koreográfus                                                    | 094 |        |
| április 27. | U Szungjon                         | dél-koreai színésznő és modell                                                  | 025 |        |
| április 26. | James Addy                         | ghánai atléta, rövidtávfutó, olimpikon                                          | 069 |        |
| április 25. | Beatrice Arthur                    | amerikai színésznő (Öreglányok)                                                 | 086 |        |
| április 24. | Mosonyi Emil                       | Kossuth- és Széchenyi-díjas magyar vízépítő mérnök, az MTA rendes tagja         | 098 |        |
| április 22. | Ken Annakin                        | angol filmrendező                                                               | 094 |        |
| április 22. | Jack Cardiff                       | Oscar-díjas angol operatőr                                                      | 094 |        |
| április 21. | Gregorich András                   | az RTL Klub reggeli műsorának főszerkesztője                                    | 054 |        |
| április 21. | Santha Rama Rau                    | indiai-amerikai író                                                             | 086 |        |
| április 20. | Bagó László                        | színművész                                                                      | 082 |        |
| április 20. | Lászlóffy Aladár                   | Kossuth-díjas erdélyi magyar író, költő                                         | 071 |        |
| április 19. | J. G. Ballard                      | angol író                                                                       | 078 |        |
| április 19. | Philippe Nicaud                    | francia színész, énekes (A nagy átverés)                                        | 082 |        |
| április 16. | Magyarosi Árpád                    | erdélyi magyar énekes, a Rózsa-Flores Eduardo elleni támadás egyik áldozata     | 028 |        |
| április 16. | Rózsa-Flores Eduardo               | bolíviai-magyar író, színész, zsoldos, a Magyar Iszlám Közösség alelnöke        | 049 |        |
| április 15. | Clement Freud                      | angol író, politikus                                                            | 084 |        |
| április 15. | Tisza László                       | magyar származású amerikai fizikus                                              | 101 |        |
| április 14. | Maurice Druon                      | francia író, költő és politikus                                                 | 091 |        |
| április 14. | Peter Rogers                       | angol filmproducer (Folytassa… (filmsorozat))                                   | 095 |        |
| április 12. | Marilyn Chambers                   | amerikai pornószínésznő                                                         | 057 |        |
| április 12. | Herskó Anna                        | fotós, operatőr                                                                 | 088 |        |
| április 11. | Gerda Gilboe                       | dán színésznő, énekesnő                                                         | 094 |        |
| április 11. | Werner Otto Leuenberger            | svájci festő, grafikus, szobrász                                                | 076 |        |
| április 11. | Roger Ludwig                       | világbajnoki bronzérmes luxemburgi kerékpárversenyző                            | 076 |        |
| április 11. | Corín Tellado                      | spanyol írónő                                                                   | 081 |        |
| április 10. | Harnos Zsolt                       | Széchenyi-díjas agrárinformatikus, egyetemi tanár, az MTA rendes tagja          | 068 |        |
| április 9.  | Randy Cain                         | amerikai énekes (The Delfonics)                                                 | 063 |        |
| április 8.  | Jane Bryan                         | amerikai színésznő                                                              | 090 |        |
| április 8.  | Henri Meschonnic                   | francia költő, műfordító, nyelvész                                              | 076 |        |
| április 7.  | Jáki Szaniszló                     | Amerikában élt Széchenyi-díjas magyar fizikus, bencés szerzetes, egyetemi tanár | 084 |        |
| április 6.  | Mari Trini                         | spanyol énekes, dalszerző                                                       | 061 |        |
| április 4.  | Sabján Tibor                       | néprajzkutató, építészmérnök                                                    | 057 |        |
| április 3.  | Ken Anderson                       | amerikai futballjátékos (Chicago Bears)                                         | 033 |        |
| április 2.  | Luis Peña Gantxegi                 | spanyol-baszk építész                                                           | 083 |        |
| április 2.  | Lou Perryman                       | amerikai színész (The Blues Brothers, A fiúk nem sírnak)                        | 067 |        |
| április 2.  | Bud Shank                          | amerikai dzsessz-szaxofonos                                                     | 082 |        |
| április 1.  | Miguel Ángel Suárez                | Puerto Ricó-i színész (Dutyi dili)                                              | 069 |        |

## Március
| Dátum       | Név                     | Foglalkozás / tisztség                                                                       | Kor | Forrás |
| ----------- | ----------------------- | -------------------------------------------------------------------------------------------- | --- | ------ |
| március 31. | Raúl Alfonsín           | argentin politikus, Argentína elnöke (1983–1989)                                             | 082 |        |
| március 31. | Hong Szongnam           | észak-koreai politikus, miniszterelnök (1997–2003)                                           | 079 |        |
| március 31. | Schelken Pálma          | tudományos kutató, újságíró, tanár                                                           | 095 |        |
| március 30. | Bede Anna               | József Attila-díjas költő, műfordító                                                         | 082 |        |
| március 30. | Benedek János           | amerikai válogatott labdarúgó, edző                                                          | 067 |        |
| március 29. | Andy Hallett            | amerikai színész (Angel)                                                                     | 033 |        |
| március 29. | Maurice Jarre           | háromszoros Oscar-díjas francia zeneszerző, Jean-Michel Jarre édesapja                       | 084 |        |
| március 29. | Helen Levitt            | amerikai fotográfus, operatőr                                                                | 095 |        |
| március 29. | Lou Saban               | amerikai amerikaifutball-játékos (Cleveland Browns) és edző (Boston Patriots, Buffalo Bills) | 087 |        |
| március 28. | Janet Jagan             | guyanai politikus, miniszterelnök (1997), elnök (1997–1999)                                  | 088 |        |
| március 26. | Várnai Lajos            | háromszoros magyar bajnok labdarúgó                                                          | 085 |        |
| március 25. | Jecza Péter             | erdélyi magyar szobrász                                                                      | 069 |        |
| március 25. | Endó Jukio              | négyszeres olimpiai- és kétszeres világbajnok japán tornász                                  | 072 |        |
| március 25. | Ocskay Gábor            | válogatott jégkorongozó, kilencszeres magyar bajnok az Alba Volán SC-vel                     | 033 |        |
| március 25. | Giovanni Parisi         | olimpiai bajnok (1988) olasz ökölvívó                                                        | 041 |        |
| március 25. | Andrzej Trepka          | lengyel újságíró, sci-fi-író                                                                 | 086 |        |
| március 25. | Muhsin Yazıcıoğlu       | nacionalista-iszlamista török politikus                                                      | 054 | —      |
| március 24. | Ehrlich Éva             | Széchenyi-díjas közgazdász                                                                   | 076 |        |
| március 24. | Hans Klenk              | német autóversenyző                                                                          | 089 | —      |
| március 24. | Igor Sztyelnov          | olimpiai bajnok (1984 és 1988) szovjet-orosz jégkorongozó                                    | 046 |        |
| március 23. | Lloyd Ruby              | amerikai autóversenyző                                                                       | 081 |        |
| március 22. | Baranyai-Bosnyák István | jugoszláviai magyar író                                                                      | 068 |        |
| március 22. | Kasnyik András          | diplomata                                                                                    | 079 | ?      |
| március 22. | Móra László             | könyvtáros, tudománytörténész                                                                | 095 | —      |
| március 19. | Breyer Zoltán           | színész, szinkronszínész, gyártásvezető, sajtófőnök                                          | 045 |        |
| március 19. | Pető János              | grafikus, festő                                                                              | 068 |        |
| március 18. | Eddie Bo                | amerikai blueszenész, zongorista és dalszerző                                                | 078 |        |
| március 18. | Natasha Richardson      | angol színésznő                                                                              | 045 |        |
| március 18. | Szabó Károly            | nemzetközi hírű cukrász                                                                      | 082 | ?      |
| március 17. | Gasner János            | underground művész, zeneszerző, gitáros                                                      | 053 |        |
| március 17. | Clodovil Hernandes      | brazil esztéta, televíziós személyiség, politikus                                            | 071 |        |
| március 15. | Ron Silver              | amerikai színész (Időzsaru)                                                                  | 062 |        |
| március 14. | Alain Bashung           | francia énekes-dalszerző, színész                                                            | 061 |        |
| március 14. | Gwendoline Konie        | zambiai költő, politikus, diplomata                                                          | 070 |        |
| március 13. | Betsy Blair             | amerikai színésznő                                                                           | 085 |        |
| március 13. | László István           | öttusázó, edző, szövetségi kapitány                                                          | 079 |        |
| március 12. | Blanca Varela           | perui költő                                                                                  | 082 |        |
| március 11. | Bacsó Péter             | Kossuth-díjas filmrendező                                                                    | 081 |        |
| március 9.  | Elena Paunero Ruiz      | spanyol botanikus, mikológus                                                                 | 102 |        |
| március 8.  | Zbigniew Religa         | lengyel szívsebész, politikus, egészségügyi miniszter (2005–2007)                            | 070 |        |
| március 7.  | Atkáry Arisztid         | a Szabad Európa Rádió titkos informátora                                                     | 082 |        |
| március 7.  | Václav Bedřich          | cseh rajzfilmrendező (Bob és Bobek)                                                          | 090 |        |
| március 7.  | Csang Dzsajon           | dél-koreai színésznő                                                                         | 029 |        |
| március 7.  | Tullio Pinelli          | olasz forgatókönyvíró (Az Országúton, Édes élet, 8 és ½)                                     | 100 |        |
| március 7.  | Anton Schoch            | kazahsztáni labdarúgóedző                                                                    | 049 |        |
| március 6.  | Horváth Teri            | Kossuth- és Jászai Mari-díjas színésznő                                                      | 079 |        |
| március 6.  | Francis Magalona        | Fülöp-szigeteki rapper, dalszerző, színész                                                   | 044 |        |
| március 4.  | Patricia De Martelaere  | flamand filozófus, író                                                                       | 051 |        |
| március 4.  | Horton Foote            | Oscar-díjas amerikai forgatókönyvíró (Ne bántsátok a feketerigót!)                           | 093 |        |
| március 3.  | Sydney Chaplin          | amerikai színész, Charles Chaplin fia                                                        | 082 |        |
| március 2.  | Chris Finnegan          | olimpiai bajnok (1968) brit ökölvívó                                                         | 064 |        |
| március 2.  | Gyapay Gábor            | történész, tanár                                                                             | 084 |        |
| március 2.  | João Bernardo Vieira    | Bissau-Guinea elnöke                                                                         | 069 |        |
| március 1.  | Ken Henry               | olimpiai bajnok (1952) amerikai gyorskorcsolyázó                                             | 080 |        |
| március 1.  | Paolo Maffei            | olasz csillagász, asztrofizikus                                                              | 083 |        |
| március 1.  | Alfred Pike             | kanadai jégkorongjátékos és -edző (New York Rangers)                                         | 091 |        |
| március 1.  | Joan Turner             | brit komikus, énekes                                                                         | 086 |        |

## Február
| Dátum       | Név                     | Foglalkozás / tisztség                                                    | Kor | Forrás          |
| ----------- | ----------------------- | ------------------------------------------------------------------------- | --- | --------------- |
| február 27. | Manea Mănescu           | Románia miniszterelnöke 1974–1979 között                                  | 092 |                 |
| február 27. | Aszódi Pál              | jogász, a Fidesz országgyűlési képviselője                                | 079 |                 |
| február 26. | Johnny Kerr             | amerikai kosárlabdázó, edző (NBA)                                         | 076 |                 |
| február 26. | Édouard Luntz           | francia forgatókönyvíró, filmrendező                                      | 077 |                 |
| február 25. | Karcsai Kulcsár István  | író, kritikus, rendező, film- és színháztörténész                         | 084 |                 |
| február 23. | Sverre Fehn             | norvég építész                                                            | 084 |                 |
| február 22. | Howard Zieff            | amerikai filmrendező (My Girl)                                            | 081 |                 |
| február 20. | Christopher Nolan       | ír költő, író                                                             | 043 |                 |
| február 20. | Július Nôta             | szlovák labdarúgó (DVTK)                                                  | 037 |                 |
| február 19. | Freddie Hornik          | cseh származású brit divatvállalkozó                                      | 065 |                 |
| február 18. | Balaskó Jenő            | író, költő, zongoraművész                                                 | 071 |                 |
| február 18. | Franz Marischka         | osztrák filmrendező, forgatókönyvíró (Az inkák kincse) , színész          | 090 |                 |
| február 18. | Kamila Skolimowska      | olimpiai bajnok (2020) lengyel kalapácsvetőnő                             | 026 |                 |
| február 17. | Edhi Handoko            | indonéz sakkozó                                                           | 048 |                 |
| február 17. | Sáringer Gyula          | Széchenyi-díjas agrármérnök, országgyűlési képviselő, az MTA rendes tagja | 080 |                 |
| február 16. | Dorothy Dean Bridges    | amerikai színésznő, Jeff Bridges és Beau Bridges anyja                    | 093 |                 |
| február 15. | Nisidzsima Kazuhiko     | japán fizikus                                                             | 082 |                 |
| február 13. | Gianna Maria Canale     | olasz színésznő                                                           | 081 |                 |
| február 13. | Edward Upward           | angol író                                                                 | 105 |                 |
| február 12. | Giacomo Bulgarelli      | Európa-bajnok olasz labdarúgó, középpályás                                | 068 |                 |
| február 12. | Gyulai Gaál János       | zeneszerző, karmester                                                     | 085 |                 |
| február 12. | Lis Hartel              | olimpiai ezüstérmes (1952 és 1956) dán lovas                              | 087 |                 |
| február 12. | Hugh Leonard            | ír író                                                                    | 082 |                 |
| február 12. | Claude Nollier          | francia színésznő                                                         | 089 |                 |
| február 11. | Albert Barillé          | francia rajzfilmrendező                                                   | 088 |                 |
| február 11. | Willem Johan Kolff      | holland-amerikai orvos, nefrológus                                        | 097 |                 |
| február 11. | Rail Rzayev             | azeri katonatiszt, az azeri légierő parancsnoka                           | 064 |                 |
| február 9.  | Zámbori Mihály          | labdarúgó (SZEOL AK)                                                      | 057 | [ halott link ] |
| február 8.  | Marian Cozma            | román kézilabdázó                                                         | 026 |                 |
| február 6.  | Philip Carey            | amerikai színész                                                          | 083 |                 |
| február 6.  | Kárpáti György          | kanadai magyar neurológus, molekuláris biológus, az MTA tagja             | 074 |                 |
| február 6.  | James Whitmore          | amerikai színész (A remény rabjai)                                        | 087 |                 |
| február 5.  | Anne-Marie Blanc        | svájci színésznő                                                          | 089 |                 |
| február 5.  | Julia García-Valdecasas | spanyol politikus                                                         | 065 |                 |
| február 5.  | Koch Sándor             | virológus, a Sabin-csepp megalkotója                                      | 084 |                 |
| február 4.  | Lux Interior            | amerikai punkénekes (The Cramps)                                          | 062 |                 |
| február 2.  | Mádai Péter             | gépésztechnikus, politikus, országgyűlési képviselő                       | 069 |                 |
| február 1.  | Lukas Foss              | német származású amerikai karmester, zeneszerző                           | 086 |                 |

## Január
| Dátum      | Név                          | Foglalkozás / tisztség                                                                 | Kor | Forrás |
| ---------- | ---------------------------- | -------------------------------------------------------------------------------------- | --- | ------ |
| január 31. | Viktor Böll                  | német író, Heinrich Böll unokaöccse                                                    | 060 |        |
| január 31. | Dewey Martin                 | kanadai rockzenész, dobos (Buffalo Springfield)                                        | 068 |        |
| január 31. | Salamon Miklós               | bányamérnök, az MTA külső tagja                                                        | 075 |        |
| január 30. | Ingemar Johansson            | olimpiai ezüstérmes (1952) svéd ökölvívó                                               | 076 |        |
| január 30. | Teddy Mayer                  | amerikai üzletember                                                                    | 073 | —      |
| január 29. | Pálóczi Gyula                | Európa-bajnok (1985) távolugró                                                         | 047 |        |
| január 29. | Pawlu Aquilina               | máltai költő, író                                                                      | 079 |        |
| január 29. | François Villiers            | francia filmrendező, forgatókönyvíró                                                   | 088 |        |
| január 28. | Billy Powell                 | amerikai zenész, a Lynyrd Skynyrd billentyűse                                          | 056 |        |
| január 27. | Györffy László               | író, publicista, színész, dramaturg                                                    | 068 |        |
| január 27. | Tasnádi Péter                | Pécs polgármestere                                                                     | 052 |        |
| január 27. | John Updike                  | amerikai író                                                                           | 076 |        |
| január 27. | Ramaswamy Venkataraman       | India elnöke 1987–1992 között                                                          | 098 |        |
| január 25. | Mamadou Dia                  | Szenegál miniszterelnöke 1958–1962 között                                              | 098 |        |
| január 23. | Baross Gábor                 | Magyar Örökség díjas karnagy, kiváló művész                                            | 078 |        |
| január 21. | Charles W. Juels             | amerikai csillagász                                                                    | 064 |        |
| január 21. | Claude Moliterni             | francia író, kritikus és képregénytörténész                                            | 076 |        |
| január 21. | Szarka Ágota                 | újságíró                                                                               | 042 |        |
| január 19. | José Torres                  | olimpiai ezüstérmes (1956) Puerto Rico-i ökölvívó                                      | 072 |        |
| január 18. | Kathleen Byron               | angol színésznő (A nyomorultak, A gonosz ikrek)                                        | 088 |        |
| január 18. | Kováts Nóra                  | Kossuth-díjas balett-táncos                                                            | 077 |        |
| január 17. | Czabarka György              | operatőr, a Magyar Televízió örökös tagja                                              | 085 |        |
| január 17. | Edmund Leopold de Rothschild | angol bankár                                                                           | 093 |        |
| január 16. | John Mortimer                | brit jogász, író                                                                       | 085 |        |
| január 14. | Ricardo Montalbán            | mexikói származású amerikai színész                                                    | 088 |        |
| január 14. | Angela Morley                | angol zeneszerző, karmester                                                            | 084 |        |
| január 14. | Gennagyij Satkov             | olimpiai bajnok (1956) szovjet-orosz ökölvívó                                          | 076 |        |
| január 13. | Patrick McGoohan             | amerikai színész (A rettenthetetlen, Szökés az Alcatrazból)                            | 080 |        |
| január 13. | Polgár Dénes                 | Joseph Pulitzer-emlékdíjas újságíró                                                    | 096 |        |
| január 13. | W. D. Snodgrass              | Pulitzer-díjas amerikai költő                                                          | 083 |        |
| január 13. | Folke Sundquist              | svéd színész                                                                           | 083 |        |
| január 12. | Claude Berri                 | francia filmrendező Asterix és Obelix, színész Mulató a Montmartre-on, producer        | 074 |        |
| január 12. | Friaça                       | világbajnoki ezüstérmes brazil labdarúgó                                               | 084 |        |
| január 12. | Arne Næss                    | norvég filozófus, a mélyökológia elméletének megalkotója                               | 097 |        |
| január 11. | Thierry Van Werveke          | luxemburgi színész                                                                     | 050 |        |
| január 10. | Kaba Melinda                 | magyar régész, muzeológus, művészettörténész                                           | 082 | —      |
| január 10. | Molnár Zoltán                | József Attila-díjas író                                                                | 088 |        |
| január 10. | Sidney Wood                  | amerikai teniszező                                                                     | 097 |        |
| január 9.  | Dúcz László                  | erdész, író, őstörténet-kutató, solymász                                               | 063 |        |
| január 9.  | David John Harman (Dave Dee) | angol énekes, zenész, a Dave Dee, Dozy, Beaky, Mick & Tich együttes frontembere        | 065 |        |
| január 9.  | René Herms                   | német középtávfutó                                                                     | 026 |        |
| január 9.  | Németh Pál                   | kosárlabdázó, kalapácsvető, atlétaedző, a Dobópápa                                     | 071 |        |
| január 9.  | Gunnar Nielsen               | svéd színész                                                                           | 089 |        |
| január 6.  | Ron Asheton                  | amerikai rockgitáros                                                                   | 060 |        |
| január 6.  | Ilosfalvy Róbert             | Kossuth-díjas operaénekes                                                              | 081 |        |
| január 5.  | Mircea Stănescu              | román politikus                                                                        | 039 |        |
| január 4.  | Puskás Ildikó                | történész, az ELTE Ókortörténeti Tanszékének egykori vezetője, indológus               | 067 |        |
| január 3.  | Charles Camilleri            | máltai zeneszerző                                                                      | 077 |        |
| január 3.  | Anatolij Gurevics            | orosz hírszerző, a Vörös Zenekar (Rote Kapelle) ellenálló szervezet helyettes vezetője | 095 |        |
| január 3.  | Pat Hingle                   | amerikai színész (Nevada Smith, Gyorsabb a halálnál)                                   | 084 |        |
| január 3.  | Olga San Juan                | amerikai színésznő                                                                     | 081 |        |
| január 2.  | Jett Travolta                | John Travolta és Kelly Preston fia                                                     | 016 |        |
| január 2.  | Inger Christensen            | dán költő, író, szerkesztő                                                             | 073 |        |
| január 2.  | Tony Gregory                 | ír politikus                                                                           | 061 |        |
| január 2.  | Sákovics József              | világbajnok párbajtőrvívó, edző                                                        | 081 |        |
| január 1.  | Claiborne Pell               | amerikai politikus, szenátor (Rhode Island, 1961–1997)                                 | 090 |        |
| január 1.  | Edmund Purdom                | brit színész                                                                           | 084 |        |
| január 1.  | Nizár Rájján                 | palesztin hadparancsnok (Hamász)                                                       | 047 |        |
| január 1.  | Johannes Mario Simmel        | osztrák író                                                                            | 084 |        |
| január 1.  | Helen Suzman                 | dél-afrikai politikus, apartheidellenes aktivista                                      | 091 |        |